# Vitalij Kalešin
Vitalij Igorevič Kalešin (in russo Виталий Игоревич Калешин?; Krasnodar, 3 ottobre 1980) è un ex calciatore russo, di ruolo difensore o centrocampista.

## Biografia
È il fratello di Evgenij Kalešin, anch'egli calciatore.

## Palmarès

### Club

#### Competizioni nazionali
- Campionato russo: 1

Rubin Kazan': 2009
- Coppa di Russia: 1

Rubin Kazan': 2011-2012
- Supercoppa di Russia: 2

Rubin Kazan': 2010, 2012

#### Competizioni internazionali
- Coppa dei Campioni della CSI: 1

Rubin Kazan': 2010